# Izometrikus axonometria

Kocka izometrikus axonometriában

Egy pont elhelyezése izometrikus axonometriában

Az izometrikus axonometria az axonometria egyik, gyakran alkalmazott formája. 
A térbeli derékszögű koordinátatengelyek síkban ábrázolt képe 120-120°-ot zár be, a tengelyeken a rövidülés egyenlő: qx=qy=qz=1.
Izometrikus axonomteria könnyen szerkeszthető az x, y, z koordináták ismeretében közvetlenül, a vetületek felhasználása nélkül.
Az axonometriát azért használják, mert egyszerű eszközökkel szemléletes kép rajzolását teszi lehetővé térbeli tárgyakról. A háromdimenziós alakzatokról készült axonometrikus rajz műszaki képzettséggel nem rendelkező emberek számára is könnyen értelmezhető. Ezért például házilag összeszerelhető bútorok szerelési utasításait, kisgépek leírásait, stb. általában axonometrikus ábrák segítségével teszik érthetőbbé. A hagyományos műszaki gyakorlatban is terjedőben van az a szokás, hogy az alkatrészrajzok a hagyományos és szabványos vetületi képek mellett axonometrikus ábrát is tartalmaznak.
Térbeli csővezetékek részletrajzai általában izometikus rajzokon beméretezve készülnek, ami a szerkesztést egyszerűbbé, a műhely számára pedig szemléletesebbé teszi a rajzot. A mai 2D CAD programok (például az AutoCAD) általában adnak izometrikus rajzok közvetlen szerkesztésére szolgáló modult, bár a háromdimenziós, testmodellező vagy felületmodellező CAD rendszerekkel ma már könnyen készíthető izometrikus rajz közvetlenül a térbeli modellből is.
Mivel egy térbeli pont izometrikus megfelelőjét egyszerű algoritmus segítségével lehet meghatározni, 3D számítógépes játékokban is elterjedten használják ezt az ábrázolást.
Az izometria minden szemléletessége ellenére megtévesztő lehet, példa erre egy sor ismert optikai csalódás és ezen a kétértelműségen alapul M. C. Escher holland grafikus több meghökkentő rajza is.

Kocka izometrikus képe
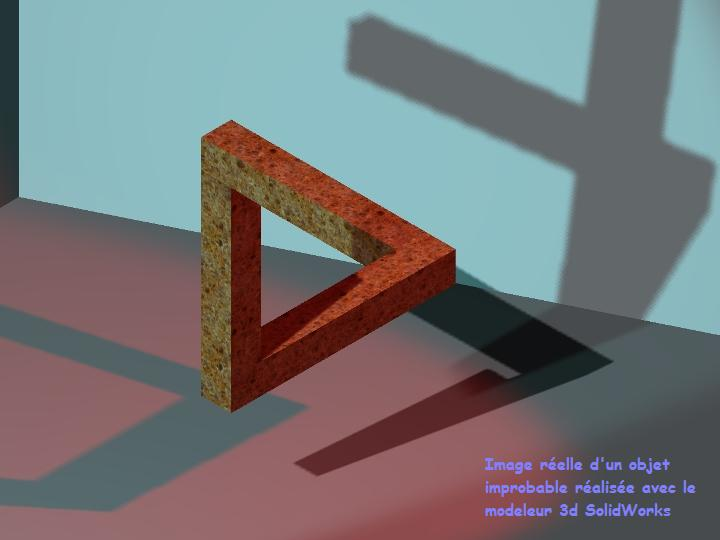
Izometrikus „lehetetlen háromszög”
Forgástest izometrikus képe
A kék golyó két kockával magasabban van, mint a piros, de ez nem vehető észre, ha csak a két golyót vizsgáljuk
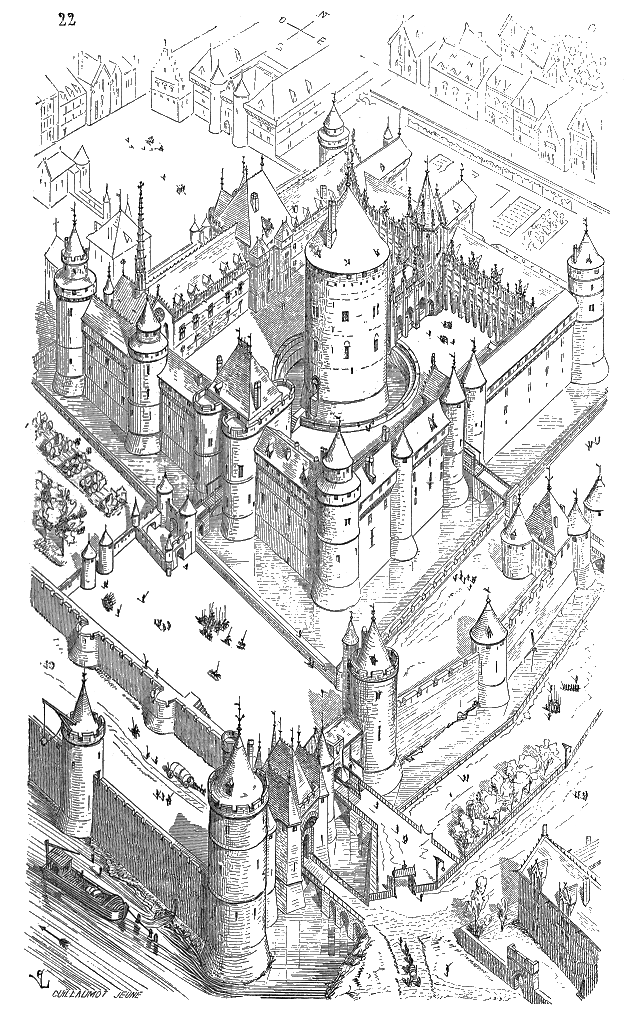
A Louvre kastélyának képe. Viollet-le-Duc (1814-1879) rajza
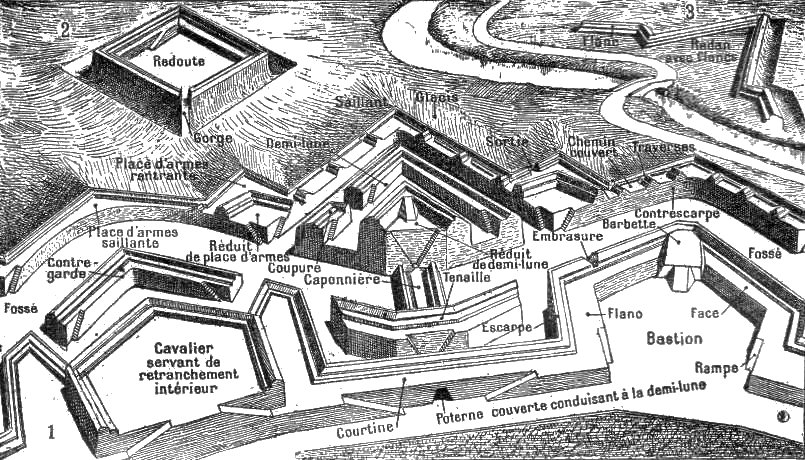
Erődítés ábrázolása izometrikus axonometriában